# Alfred Stork
Pour les articles homonymes, voir Stork (homonymie).
Alfred Stork (11 avril 1871-16 mars 1945) est un homme politique canadien de la Colombie-Britannique. Il est député fédéral libéral de la circonscription britanno-colombienne de Skeena de 1921 à 1926. 

## Biographie
Né à Bolton en Ontario, Stork est une marchand et quancailler à Fernie et ensuite à Prince Rupert en Colombie-Britannique. Il entame une carrière publique en servant comme maire de Fernie en 1904 et ensuite de Prince Rupert en 1910.
Défait lors de l'élection de 1917, il est élu en 1921. Réélu en 1925, il est défait en 1926.
Stork meurt à Brampton en Ontario à l'âge de 73 ans.